# Vandiyur
Vandiyur è una suddivisione dell'India, classificata come census town, di 21.464 abitanti, situata nel distretto di Madurai, nello stato federato del Tamil Nadu. In base al numero di abitanti la città rientra nella classe III (da 20.000 a 49.999 persone).

## Geografia fisica
La città è situata a 09° 54' 37 N e 78° 09' 37 E.

## Società

### Evoluzione demografica
Al censimento del 2001 la popolazione di Vandiyur assommava a 21.464 persone, delle quali 10.902 maschi e 10.562 femmine. I bambini di età inferiore o uguale ai sei anni assommavano a 2.605, dei quali 1.324 maschi e 1.281 femmine. Infine, coloro che erano in grado di saper almeno leggere e scrivere erano 15.357, dei quali 8.394 maschi e 6.963 femmine.